# Sibut

Sibut, anteriormente Fort Sibut (frânces: Fort-Sibut), é a capital de Kémo, uma das 14 prefeituras da República Centro-Africana. Sua população em 2012 era de 24.527 habitantes, estando a uma altitude média de 400 metros. Sibut se encontra a 188 km ao norte da capital, Bangui, no fim da rodovia pavimentada que sai da mesma.
A cidade de Sibut fica às margens do Kémo, um pequeno afluente do rio Ubangi, com cerca de 150 km de comprimento. Antigamente, era uma importante rota de suprimentos e comunicação entre Possel, no Ubangi, e os assentamentos franceses ao redor do Lago Chade. O rio agora não é navegável, mesmo com pequenas embarcações.